# Freisbach
Freisbach là một đô thị thuộc huyện Germersheim, bang Rheinland-Pfalz, phía tây nước Đức. Đô thị Freisbach có diện tích 4,98 km², dân số thời điểm ngày 31 tháng 12 năm 2006 là 1039 người.